# Салгаокар
ФК «Салгаокар» (англ. Salgaocar Football Club) — індійський футбольний клуб з Васко-да-Гами, Гоа, заснований у 1956 році. Виступає у Професійній Лізі Гоа. Домашні матчі приймає на стадіоні «Дулер Стедіум», місткістю 10 000 глядачів.

## Досягнення
- І-Ліга
  - Чемпіон: 2010–11
- Національна футбольна ліга
  - Чемпіон: 1998–99
  - Фіналіст: 2002–03
- Кубок Федерації
  - Володар: 1988, 1989, 1997, 2011
  - Фіналіст: 1987, 1990, 1993
- Суперкубок Індії
  - Володар: 1998, 1999